# NGC 1869
NGC 1869 est un amas ouvert associé à une nébuleuse en émission situé dans la constellation de la Dorade. Cet amas et cette nébuleuse sont situés dans le Grand Nuage de Magellan. NGC 1869 a été découvert par l'astronome écossais James Dunlop en 1826.
NGC 1869 fait partie d'une association triple avec NGC 1871 et NGC 1873.